# Muyinatu Bell
Muyinatu “Bisi” A. Lediju Bell es una profesora estadounidense de Ingeniería Biomédica, Ingeniería Eléctrica e Informática y Ciencias de la Computación en la Universidad Johns Hopkins. Es la directora del Laboratorio de Ingeniería de Sistemas Fotoacústicos y Ultrasónicos.

## Primeros años y educación
Bell creció en Brooklyn, Nueva York. Decidió que iba a ser científica a los seis años. En la escuela secundaria, fue seleccionada para participar en un programa de matemáticas y ciencias para estudiantes exitosas de segundo año. Estudió en el Instituto de Tecnología de Massachusetts y se graduó con una licenciatura en ingeniería mecánica en 2006. Estuvo involucrada en varias sociedades, incluida la Sociedad de Ingeniería Biomédica, la Alianza de Mujeres Negras, la Unión de Estudiantes Negros y el Programa de Tecnología para Mujeres. Se unió a la Universidad de Duke para sus estudios de posgrado. Terminó su doctorado en 2012 y también recibió una beca internacional de la Fundación Whitaker para liderar un proyecto de investigación en el Instituto de Investigación del Cáncer y el Royal Marsden Hospital durante 2009-2010. Su investigación de tesis de posgrado fue apoyada por una beca de tesis de posgrado de UNCF/Merck. Bell se convirtió en becaria posdoctoral en laUniversidad Johns Hopkins, trabajando en el centro de Tecnología y Sistemas Quirúrgicos Integrados por Computadora. Su nombramiento posdoctoral fue apoyado tanto por UNCF / Merck como por la Fundación Ford. En 2012, fue seleccionada para participar en el taller NextProf de la Universidad de Míchigan.

## Carrera e investigación
Bell se unió a la facultad de la Universidad Johns Hopkins como profesor asistente de investigación interina. Trabaja con el Laboratorio de Detección Computacional y Robótica para desarrollar sistemas que puedan controlar componentes individuales de ultrasonido y fotoacústica. Está explorando varios robots médicos para tratar y diagnosticar afecciones médicas. Lanzó un curso en línea, Introducción a las imágenes médicas, en Udemy en 2015. Ese año recibió el premio Pathway to Independence de los Institutos Nacionales de Salud K99/R00. Esto le permitió evaluar la guía de imagen fotoacústica basada en la coherencia para la cirugía transesfenoidal. Posee una patente en la formación de haces de coherencia espacial a corto plazo. La técnica se puede utilizar para la guía de imágenes fotoacústicas de procedimientos médicos, como la cirugía de la base del cráneo  o la braquiterapia de próstata. Proporcionó una caja de herramientas de MATLAB UltraSound Toolbox gratuita para ayudar a procesar señales ultrasónicas. En 2016, fundó PULSE, el Laboratorio de Ingeniería de Sistemas Fotoacústicos y Ultrasónicos. Fue incluida en la lista MIT Technology Review 2016 de 35 innovadores menores de 35 años.
Bell se incorporó a la facultad de ingeniería biomédica de la Universidad Johns Hopkins en enero de 2017. Recibió un premio pionera de los Institutos Nacionales de Salud El premio utiliza el aprendizaje automático para mejorar la calidad de las imágenes de ultrasonido. Explora las redes neuronales convolucionales que ingresan datos y generan imágenes legibles que están libres de artefactos. Participó en la Cumbre de Deep Learning in Healthcare de 2017 en Boston. Recibió un premio de descubrimiento de la Universidad Johns Hopkins 2018, que le permitió explorar el uso de la guía de imágenes fotoacústicas en cirugías ginecológicas. Recibió un premio NSF CAREER en 2018 para permitirle avanzar en la cirugía guiada por fotoacústica. Esto ayudará a los cirujanos a evitar dañar estructuras vitales durante las operaciones. Fue invitada por la Academia Nacional de Ingeniería a participar en el Simposio de Fronteras de Ingeniería de EE. UU. en 2018. Recibió una beca de investigación Sloan y fue nombrada joven ingeniera sobresaliente de Maryland por la Academia de Ciencias de Maryland y el Centro de Ciencias de Maryland en 2019.
Bell es un miembro sénior tanto del Instituto de Ingenieros Eléctricos y Electrónicos (IEEE) como de SPIE. Asiste con regularidad a las conferencias IEEE y SPIE y participa activamente en la comunidad IEEE Women in Engineering, y apoya a las mujeres SPIE en actividades de óptica.

## Premios y honores
Los premios y honores de Bell incluyen:
- 2019 Sloan Research Fellowship[26][36]
- 2019 Maryland’s Outstanding Young Engineer Award[27]
- 2019 Alan C. Davis Medal from the Maryland Academy of Sciences[28]
- 2018 NSF CAREER Award[24]
- 2018 National Institutes of Health Trailblazer Award[37]
- 2018 National Academy of Engineering, U.S. Frontiers of Engineering Symposium, Invited Participant[25]
- 2018 Hopkins Discovery Award[38]
- 2016 MIT Technology Review 35 Innovators Under 35[15][16]
- 2015 National Institutes of Health K99/R00 Pathway to Independence Award[39]
- 2015 UNCF/Merck Postdoctoral Fellowship[40]
- 2015 Ford Foundation Postdoctoral Fellowship[41]
- 2011 UNCF/Merck Graduate Science Research Dissertation Fellowship[42]
- 2009 Whitaker International Fellowship[4]